# Krokoträsk
Ljusa Krokoträsket vid Mörka Krokoträsket är en sjö i Finland. Den ligger i kommunen Kronoby i landskapet Österbotten, i den centrala delen av landet, 400 km norr om huvudstaden Helsingfors. Ljusa Krokoträsket ligger 50 meter över havet. Arean är 5,5 hektar och strandlinjen är 1,54 kilometer lång. Sjön  ingår i Perho å huvudavrinningsområde. 